# Томсон, Хектор Дуглас
Хектор Дуглас «Мона» Томсон (англ. Hector Douglas "Mona" Thomson; 20 февраля 1881 — 9 августа 1939) — новозеландский регбист, один из членов «Ориджинал Олл Блэкс».

## Биография

### Игровая карьера
На клубном уровне Томсон играл за команды провинций Веллингтон, Окленд, Кентербери и Уонгануи. В 1906 году он играл за трофей — Щит Ранфёрли (англ. Ranfurly Shield) — и занёс попытку в матче против Окленда, который его команда проиграла 11:5. В 1903 году он играл за команду Южного острова, в 1905 и 1906 годах за команду Северного острова. В матче против «Олл Блэкс» он отметился шестью попытками.
За сборную Новой Зеландии провёл первую игру 1 июля 1905 года против команды Окленда. Единственный тестовый матч провёл 6 июня 1908 года против сборной Соединённого Королевства «Британские и ирландские львы», в ней набрал 3 очка за попытку. В 14 остальных нетестовых матчах набрал 47 очков за счёт 16 попыток и одной реализации. Участник турне по Великобритании, Франции и Северной Америке, проведённого первой международной новозеландской сборной под названием «Ориджинал Олл Блэкс», в турне провёл 11 матчей и занёс 14 попыток (три против сборной Чешира и шесть против сборной Британской Колумбии). В 1908 году играл за команду Веллингтона против англо-валлийской сборной и отметился попыткой. В последней игре за сборную получил травму руки, из-за которой завершил карьеру

### Вне карьеры
После завершения игровой карьеры он работал государственным служащим — подсекретарём по вопросам миграции. Его брат Эндрю в 1906 году выступал за команду региона Веллингтон.

### Стиль игры
Томсон был достаточно низкорослым и лёгким игроком, но достаточно быстрым.